# Dolph Lundgren
Hans Lundgren, profesionalno znan kao Dolph Lundgren (Stockholm, 3. studenog 1957.), švedski filmski glumac, redatelj, kemijski inženjer i tehnolog te majstor borilačkih vještina. Pripadnik je starije generacije filmskih akcijskih junaka iz 1980-ih i prve polovice 1990-ih, od kojih su najpoznatiji Sylvester Stallone, Arnold Schwarzenegger i Bruce Willis.

## Životopis
Rodio se u Stockholmu, gdje je živio do trinaeste godine kada se preselio kod bake i djeda u Nyland. Unatoč ranom zanimanju za glazbu i umjetnost, studirao je Kraljevskom Tehnološkom Institutu u Stockholmu gdje je diplomirao kemiju. Na Sveučilištu u Sydneyu u Australiji je diplomirao kemijsku tehnologiju.
Prva iskustva u borilačkim vještinama stekao je tijekom vojne obuke. Kasnije je postao natjecatelj u kyokushinkai karateu. Godine 1983. odselio se u New York, gdje se odlučio okušati na filmu. Debitirao je 1985. godine manjom ulogom u Pogledu na ubojstvo, filmom iz serijala filmova o tajnom agentu Jamesu Bondu. Međutim, veliki iskorak ostvario je filmom Rocky 4, gdje je glumio sa Sylvesterom Stalloneom.
Nakon proboja u svijetu filma, odlazi u Los Angeles, gdje je snimio niz filmova poput Gospodara svemira (1987.), Showdown in Little Tokyo (1991.) i Univerzalnom vojniku (1992.). Od sredine 1990-ih karijera mu je u padu, a novi povratak na velika platna doživio je 2010. u filmu Plaćenici, gdje glumi uz Sylvestera Stallone, Jasona Stathama, Mickey Rourkea i Jet Lija.

## Izabrana filmografija
| Godina | Film                               | Uloga                     | Bilješke        |
| ------ | ---------------------------------- | ------------------------- | --------------- |
| 1985.  | Pogled na ubojstvo                 | Venz                      | James Bond film |
| 1985.  | Rocky 4                            | Ivan Drago                |                 |
| 1987.  | Gospodari svemira                  | He-Man                    |                 |
| 1988.  | Crveni škorpion                    | Lt. Nikolai Rachenko      |                 |
| 1989.  | The Punisher                       | Frank Castle/Punisher     |                 |
| 1989.  | I Come in Peace (Dark Angel)       | Jack Caine                |                 |
| 1990.  | Cover-Up                           | Mike Anderson             |                 |
| 1991.  | Showdown in Little Tokyo           | Chris Kenner              |                 |
| 1992.  | Univerzalni vojnik                 | nar. Andrew Scott/GR13    |                 |
| 1993.  | Joshuino drvo                      | Wellman Anthony Santee    |                 |
| 1994.  | Pentatlon                          | Eric Brogar               |                 |
| 1994.  | Men of War                         | Nick Gunar                |                 |
| 1995.  | Johnny Mnemonic                    | Karl Honig (Propovjednik) |                 |
| 1995.  | The Shooter (Hidden Assassin)      | Michael Dane              |                 |
| 1996.  | Tihi okidač                        | Waxman                    |                 |
| 1997.  | The Peacekeeper                    | bojnik Frank Cross        |                 |
| 1998.  | The Minion                         | Lukas Sadorov             |                 |
| 1998.  | Sweepers                           | Christian Erickson        |                 |
| 1998.  | Blackjack                          | Jack Devlin               | TV film         |
| 1999.  | Bridge of Dragons                  | Warchild                  |                 |
| 1999.  | Storm Catcher                      | Jack Holloway             |                 |
| 2000.  | Jill Rips (Jill The Ripper)        | Matt Sorenson             |                 |
| 2000.  | The Last Patrol                    | Captain Nick Preston      |                 |
| 2001.  | Agent Red                          | Matt Hendricks            |                 |
| 2002.  | Hidden Agenda                      | Jason Price               |                 |
| 2003.  | Detention                          | Sam Decker                |                 |
| 2004.  | Direct Action                      | Frank Gannon              |                 |
| 2004.  | Fat Slags                          | Randy                     |                 |
| 2004.  | Retrograde                         | John Foster               |                 |
| 2004.  | The Defender                       | Lance Rockford            | i redatelj      |
| 2005.  | The Mechanik (Ruski specijalist)   | Nikolai Cherenko          | i redatelj      |
| 2006.  | The Inquiry                        | Brixos                    |                 |
| 2007.  | Diamond Dogs                       | Xander Ronson             | i redatelj      |
| 2007.  | Missionary Man                     | Ryder                     | i redatelj      |
| 2008.  | Direct Contact                     | Mike Riggins              |                 |
| 2009.  | Command Performance                | Joe                       | i redatelj      |
| 2009.  | Univerzalni vojnik: Regeneracija   | Andrew Scott              |                 |
| 2010.  | Plaćenici                          | Gunnar Jensen             |                 |
| 2010.  | Icarus                             | Edward Genn               | i redatelj      |
| 2011.  | In the Name of the King 2          |                           |                 |
| 2011.  | Small Apartments                   | Dr. Sage Mennox           |                 |
| 2012.  | Stash House                        | Andy Spector              |                 |
| 2012.  | Univerzalni vojnik: Nova dimenzija | Andrew Scott              |                 |
| 2012.  | One In The Chamber                 | Aleksey Andreev           |                 |
| 2012.  | The Package                        |                           |                 |
| 2012.  | Plaćenici 2                        | Gunnar Jensen             |                 |